# Pierre-Amable Chapon-Baissac
Pour les articles homonymes, voir Chapon et Baissac.
Pierre-Amable Chapon-Baissac est un administrateur colonial français, né le 11 mai 1876 à Domeyrat (Haute-Loire) et mort après 1935. Il est autorisé à ajouter le nom Baissac à son patronyme par un décret du président de la République du 17 mars 1924.

## Biographie

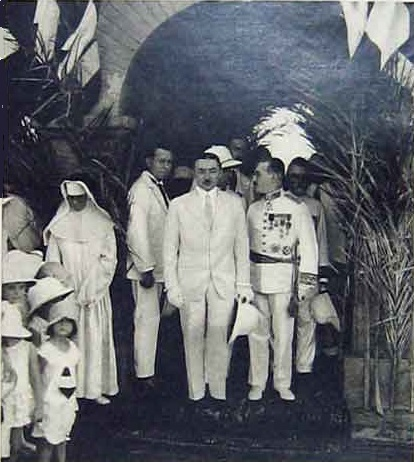
Chapon-Baissac avec le Ministre des colonies Raynaud en 1931

Breveté de l'École coloniale en 1899, il est en poste au Dahomey, puis en Côte d'Ivoire. Il en est gouverneur par intérim de janvier à septembre 1922.
Il est nommé gouverneur de la Côte française des Somalis le 25 mars 1924 et le reste jusqu'à sa mise à la retraite en 1934. Son exceptionnelle longévité à ce poste va lui faire jouer un grand rôle dans l'évolution du territoire. C'est lui qui va décider et commencer l'occupation effective de l'intérieur, avec la création de postes militaires à Tadjoura et Dikkil en 1928 et l'organisation du territoire en «cercles».
Il se marie à Nîmes le 17 juillet 1912 avec Adrienne Laure Marthe Soulier. Sans enfant, le couple adopte Michèle en 1935, née en 1928.

## Carrière
- Administrateur stagiaire des colonies le 24 décembre 1900.
- Administrateur de 2e classe le 22 décembre 1911.
- Gouverneur de 3e classe le 25 mars 1924.
- Gouverneur de 2e classe le 5 février 1930.
- Gouverneur honoraire le 19 avril 1934 à Djibouti.
- Chevalier de la Légion d'honneur en 1920, officier en 1934.